# Засбах (Ортенау)

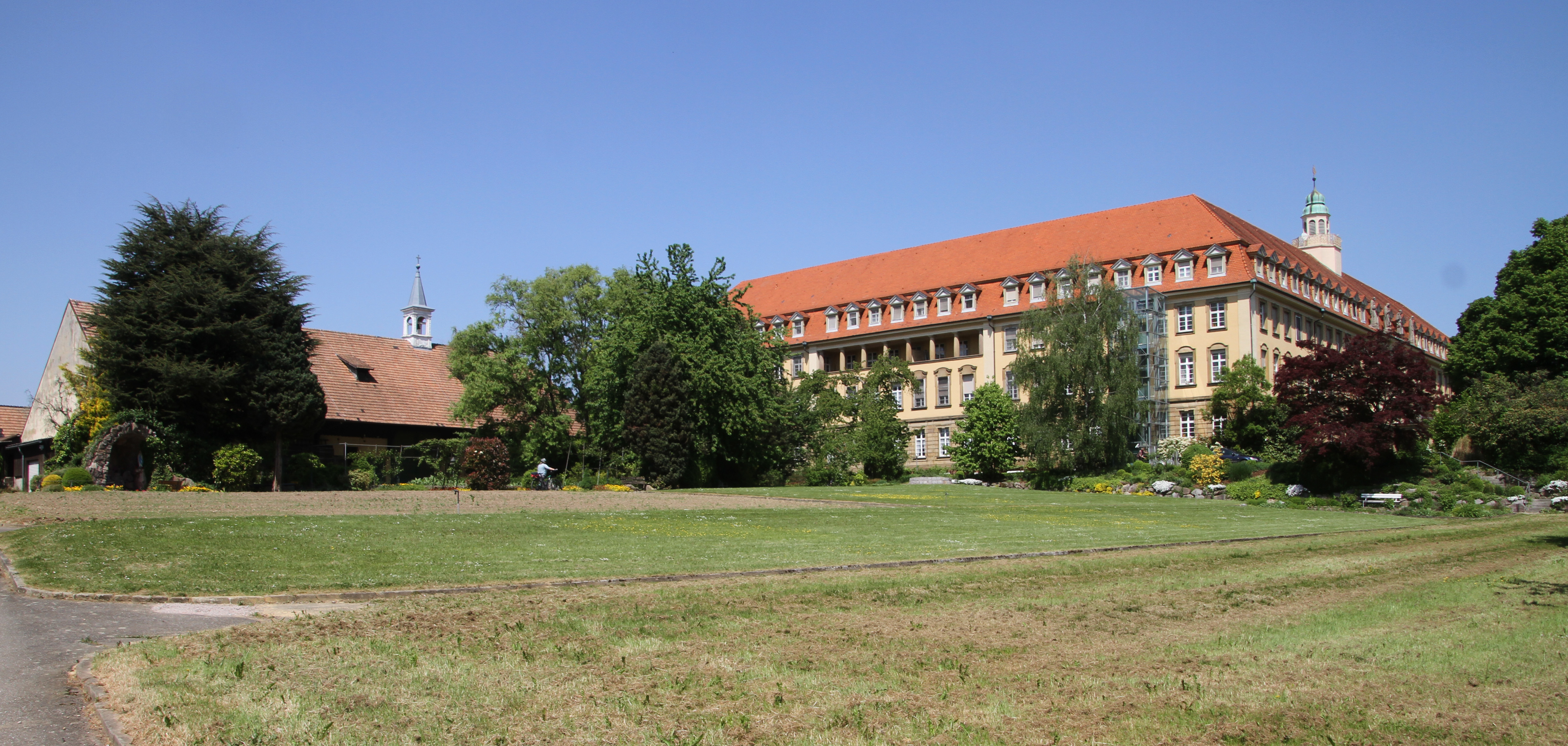

Засбах (нем. Sasbach) — коммуна в Германии, в земле Баден-Вюртемберг.
Подчиняется административному округу Фрайбург. Входит в состав района Ортенау. Население составляет 5446 человек (на 31 декабря 2010 года). Занимает площадь 16,74 км².